# Lita Ford
 (septembre 2014).
Si vous disposez d'ouvrages ou d'articles de référence ou si vous connaissez des sites web de qualité traitant du thème abordé ici, merci de compléter l'article en donnant les références utiles à sa vérifiabilité et en les liant à la section « Notes et références ».
Pour les articles homonymes, voir Ford.
Lita Ford (née Lita Rossana Ford), née le 19 septembre 1958 à Londres est une chanteuse et guitariste hard rock américaine.
Née à Londres, elle a émigré très jeune aux États-Unis accompagnée de sa famille, elle a des origines italiennes de par sa mère. Elle commence la guitare à l'âge de onze ans.

## Débuts
À 17 ans, elle devient l'une des membres du groupe de hard/punk The Runaways en tant que guitariste soliste. Bien que l'essentiel de l'attention des médias se focalise sur la chanteuse principale Cherie Currie et sur la guitariste rythmique/chanteuse secondaire Joan Jett, Ford s'impose par ses talents à la guitare électrique. Elle reste membre permanent du groupe jusqu'à sa séparation en 1979.
Cette année-là, elle commence une carrière solo durant laquelle son nom reste attaché aux guitares du luthier hispano-américain Bernardo Chavez Rico, fondateur de la firme B.C. Rich et créateur de modèles considérés comme mythiques et au look agressif, tels la Bich double-manche, la Warlock, l'Eagle et la Mockingbird.

## Carrière solo
Sa première tentative solo, Out for Blood, se solde par un semi-échec dans les classements mais, en considérant le statut des femmes dans la scène metal de l'époque, connait tout de même un certain succès. Le clip du single Out for Blood, jugé trop violent, déclenche une polémique. Son album suivant, Dancin' on the Edge, se vend assez bien et le single Fire In My Heart atteint le top 10 dans plusieurs pays. Le projet suivant, intitulé The Bride Whore Black, ne voit pas le jour du fait du changement de label de Lita Ford, qui passe de Mercury à RCA.
En 1988, son album Lita atteint le top 40 aux États-Unis, se plaçant 29e. Le premier single, Kiss Me Deadly, atteint la 12e place ; le second, Close My Eyes Forever (en duo avec Ozzy Osbourne), confirme le succès de la chanteuse en atteignant la 8e place en 1989. Lita Ford est alors au sommet de sa carrière.
Les albums suivants, Stiletto (1990) et Dangerous Curves (1991), connaissent un succès indéniable auprès des fans mais marquent une certaine régression dans les classements par rapport à Lita. Puis, en 1992, le grunge s'impose et met fin à la popularité du glam metal et d'une manière plus générale de l'ensemble de la scène hard/metal des années 1980. Des groupes auparavant extrêmement populaires comme Poison, Mötley Crüe et Whitesnake sont alors en chute libre dans les charts et ne passent plus sur MTV. Lita Ford ne fait pas exception et son album Black, sorti timidement en 1995, ne fait que très peu parler de lui.
Vers la fin des années 1990, alors que le grunge est lui aussi démodé depuis le milieu de la décennie, les artistes des années 1980 acquièrent finalement pour la plupart un statut « culte » et recommencent à faire parler d'eux. Les albums de Lita Ford commencent à être réédités au début des années 2000 et un DVD regroupant ses clips sort en 2003. La chanteuse reste cependant hors des projecteurs et ne revient sur scène qu'en juin 2008. Puis, à l'automne 2009, elle signe son grand retour avec Wicked Wonderland, avant de repartir en tournée.
Lita Ford annonce en janvier 2011 qu'elle travaille sur un nouvel album, qui sortira finalement l'année suivante sous le titre Living Like a Runaway. Référence évidente à ses débuts, cet opus sonne comme celui de l'émancipation pour la chanteuse-guitariste, désormais affranchie de l'influence artistique de Jim Gillette avec qui elle vient de divorcer. En 2013 le groupe de heavy metal Device reprend le titre Close my eyes forever en duo avec Lzzy Hale, la chanteuse du groupe Halestorm.
Elle a aussi tourné dans un film en 1992, Bienvenue en enfer.
Elle prête sa voix à la reine des Zaulia, Rima, dans le jeu vidéo Brutal Legend.

## Filmographie
- 1991 : Yakety Yak, Take it Back : elle-même
- 1992 : Trash Talk : elle-même
- 1992 : Bienvenue en enfer (Highway to Hell) d'Ate de Jong : l'autostoppeuse

## Discographie

### Albumsstudio
- 1983 - Out for Blood
- 1984 - Dancin' on the Edge
- 1988 - Lita
- 1990 - Stiletto
- 1991 - Dangerous Curves
- 1995 - Black
- 2009 - Wicked Wonderland
- 2012 - Living Like a Runaway
- 2013 - The Bitch Is Back ... Live
- 2016 - Time capsule

### Singles
| Année | Single                                     | Chart positions   | Chart positions           | Chart positions  | Album               |
| Année | Single                                     | Billboard Hot 100 | Billboard Mainstream Rock | UK Singles Chart | Album               |
| ----- | ------------------------------------------ | ----------------- | ------------------------- | ---------------- | ------------------- |
| 1983  | Out For Blood                              | -                 | -                         | -                | Out For Blood       |
| 1983  | Dressed to Kill                            | -                 | -                         | -                | Dancin' On The Edge |
| 1984  | Fire in my Heart                           | -                 | -                         | -                | Dancin' On The Edge |
| 1984  | Gotta Let Go                               | -                 | -                         | No 94            | Dancin' On The Edge |
| 1988  | Kiss Me Deadly                             | No 12             | No 40                     | No 75            | Lita                |
| 1988  | Back To The Cave                           | -                 | No 22                     | -                | Lita                |
| 1989  | Close My Eyes Forever (avec Ozzy Osbourne) | No 8              | No 25                     | No 47            | Lita                |
| 1989  | Falling In And Out Of Love                 | -                 | No 37                     | -                | Lita                |
| 1990  | Hungry                                     | No 98             | No 14                     | No 76            | Stiletto            |
| 1990  | Lisa                                       | -                 | -                         | -                | Stiletto            |
| 1991  | Shot Of Poison                             | No 45             | No 21                     | No 63            | Dangerous Curves    |
| 1992  | Playing With Fire                          | -                 | -                         | -                | Dangerous Curves    |
| 1992  | Larger Than Life                           | -                 | -                         | -                | Dangerous Curves    |
| 1995  | Killin' Kind                               | -                 | -                         | -                | Black               |

## Vie privée
Lita Ford a été mariée à Chris Holmes (Guitariste de W.A.S.P) de juin 1990 à juillet 1992. Elle épouse plus tard Jim Gillette, chanteur et cofondateur du groupe Nitro, avec qui elle a deux garçons. En janvier 2011, elle annonce leur divorce.